# Гозд (Ајдовшчина)
Гозд је рашткано насеље на рубу крашке висоравани на истоку изнад Ајдовшчине у покрајини Приморска која припада Горишкој регији Републике Словеније.
Насеље површине 6,91 км², налази се на надморској висини од 725,5 метара. У насељу према попису из 2002. живи 127 становника.